# Киселівка (Киселівська сільська громада)
Киселі́вка — село в Україні, у Киселівській сільській громаді Чернігівського району Чернігівської області. Населення становить 1306 осіб. До 2020 орган місцевого самоврядування — Киселівська сільська рада.

## Історія

### Заснування
Перша згадка про Киселівку датується 1637 роком. Назва походить від заняття місцевих жителів — варіння киселю та варення, а ще в Киселівці готували брагу. За легендою, в 1635 році київський полковник реєстрового війська, магнат і просвітник, заснував на цьому місці консервний завод, на якому працювало більше 3 тисяч робітників. Всі працівники були приватною власністю магната і належали йому довічно на праві договору купівлі-продажу. Всі робітники були довічно прикріплені до заводу і змушені були працювати доти, поки вони зможуть виконувати роботу. Кожному робітнику заводу магнат виділяв по 5 соток землі для будівництва хати. Таким чином було засноване село Киселівка. Завод, на якому варили кисіль, малинове та ожинове варення, компоти і брагу, давав великі прибутки його власнику, завдяки чому він розширював своє виробництво, збільшуючи кількість не тільки потужностей, а й кількість робітників, які наймалися на завод добровільно за відповідну плату. Під час визвольної війни повсталі робітники вбили власника заводу і зруйнували сам завод. Під час воєн з поляками село майже повністю опустіло і в ньому майже нікого не залишилось. Лише після 1679 року в село почали приїжджати селяни й козаки, які відбудували населений пункт.

### Киселівка у ХХ ст.
У 1917—1920 роках влада у селі змінювалась кілька разів.
У січні 1918 року село окупували більшовики, але через два місяці їх витіснили гетьманці. Вдруге радянські війська окупували село вже у 1919 році.
У 1936 році в селі був заснований колгосп «Рассвет».
У Другій світовій війні брали участь 127 жителів села, з яких 53 не повернулись.
Після війни збудували льонзавод.
12 червня 2020 року, відповідно до розпорядження Кабінету Міністрів України № 730-р «Про визначення адміністративних центрів та затвердження територій територіальних громад Чернігівської області», увійшло до складу Киселівської сільської громади.
19 липня 2020 року, в результаті адміністративно - територіальної реформи та ліквідації Чернігівського району, село увійшло до складу новоутвореного Чернігівського району Чернігівської області.

## Символіка
Герб села Киселівка
Синій щит перетинає золотий перев’яз з верхнього лівого до нижнього правого кута (зліва направо геральдично). На перев’язі розміщено пʼять синіх квіток льону з золотими серцевинами, рівномірно розташовані вздовж лінії. По обидва боки перевʼязу — золоті шаблі, розташовані в напрямку перев’язу,  одна (під перевʼязом) – вістрям догори, друга (над перев’язом) – вістрям донизу. Щит обрамований декоративним картушем у формі іспанського щита і увінчаний золотою сільською короною.
Прапор села Киселівка
Квадратне полотнище синього кольору.  На синьому  полі – золотий перев’яз із верхнього древкового кута до нижнього вільного. На перев’язі — пʼять  синіх квіток льону з жовтими серцевинами, розташованих рівномірно вздовж лінії.Над перев’язом — жовта шабля, розташована вістрям донизу, під перев’язом — жовта шабля, розташована вістрям догори.
Символіка
•Синє поле — символ чесності, вірності та неба; •Золотий перев’яз —  символ полів, багатства та добробуту; •Шаблі — символ  козацького минулого; •Квітки льону — вказують на минуле ремесло та мирну працю мешканців (льнозавод). 

## Населення

### Мова
Розподіл населення за рідною мовою за даними перепису 2001 року:
| Мова       | Кількість | Відсоток |
| ---------- | --------- | -------- |
| українська | 882       | 94.33%   |
| російська  | 53        | 5.67%    |
| Усього     | 935       | 100%     |

## Освіта

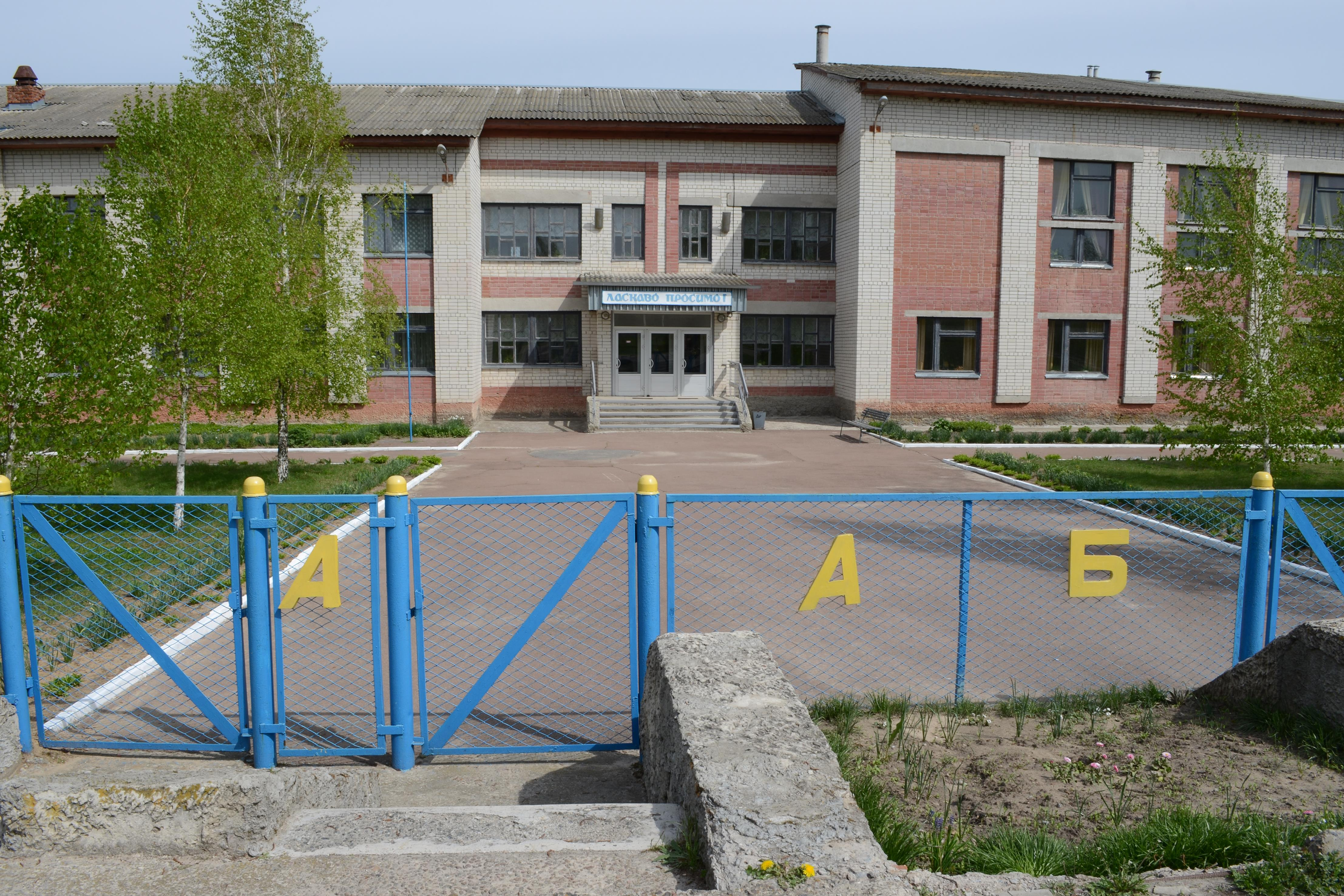
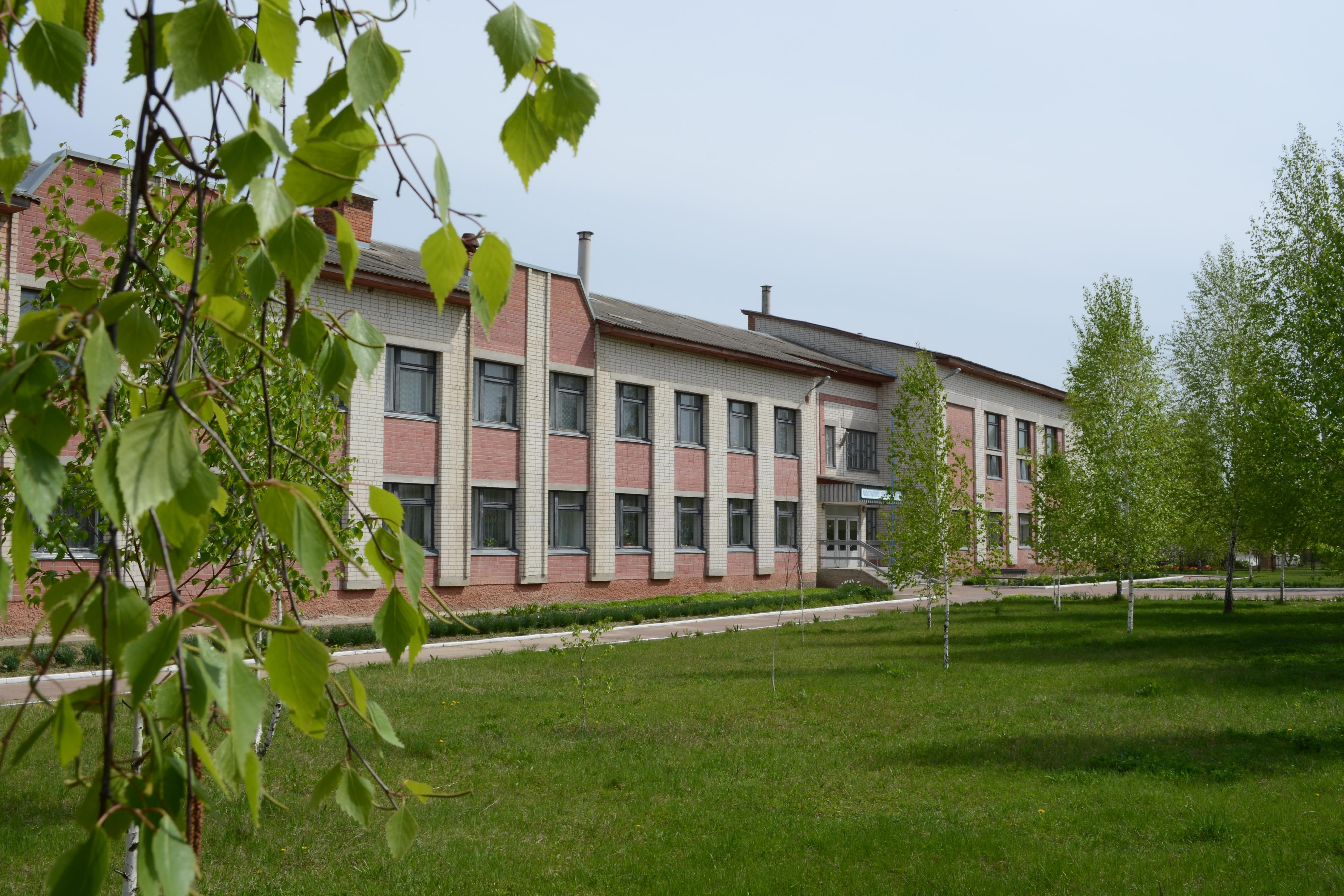
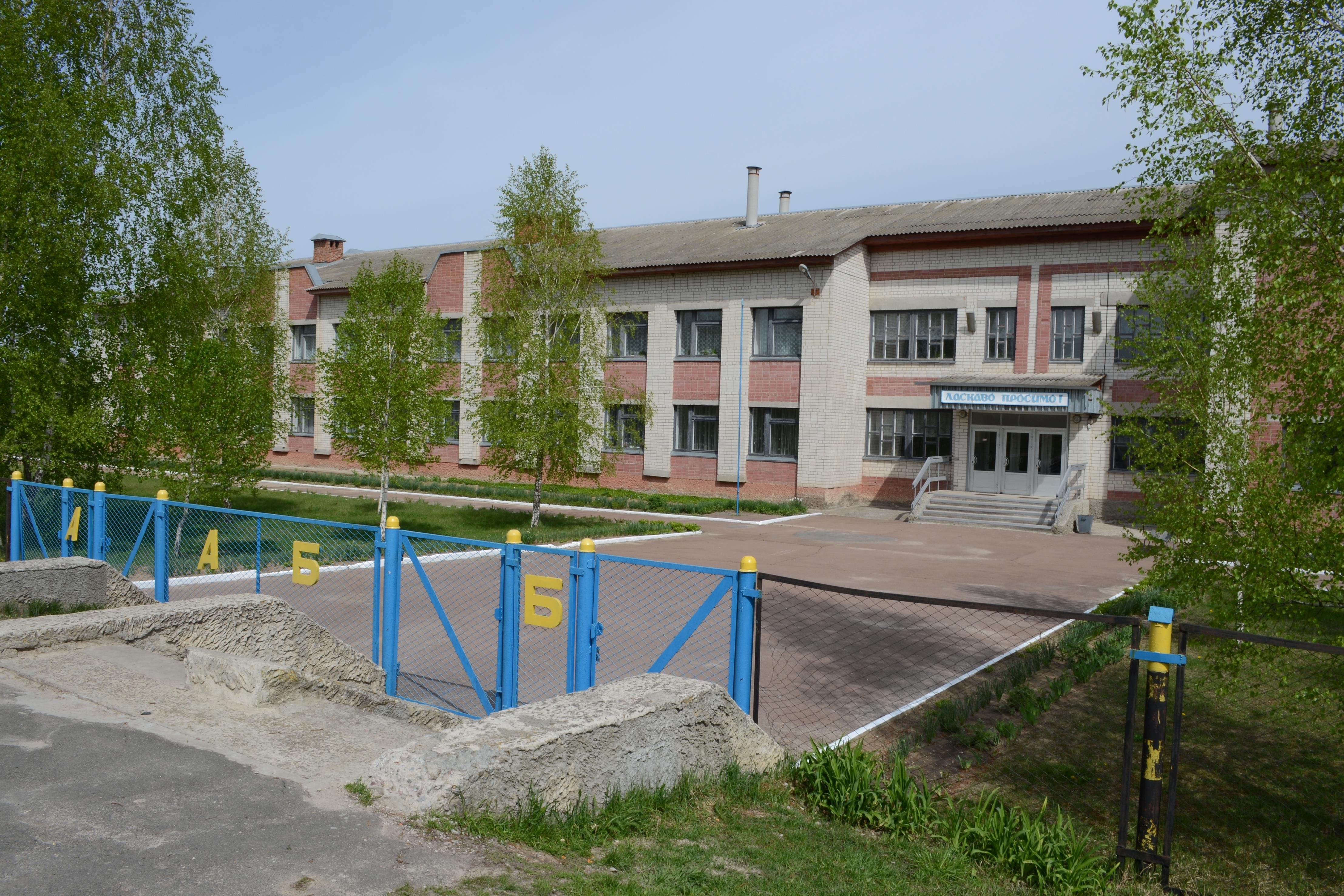

В селі знаходиться школа.

## Галерея

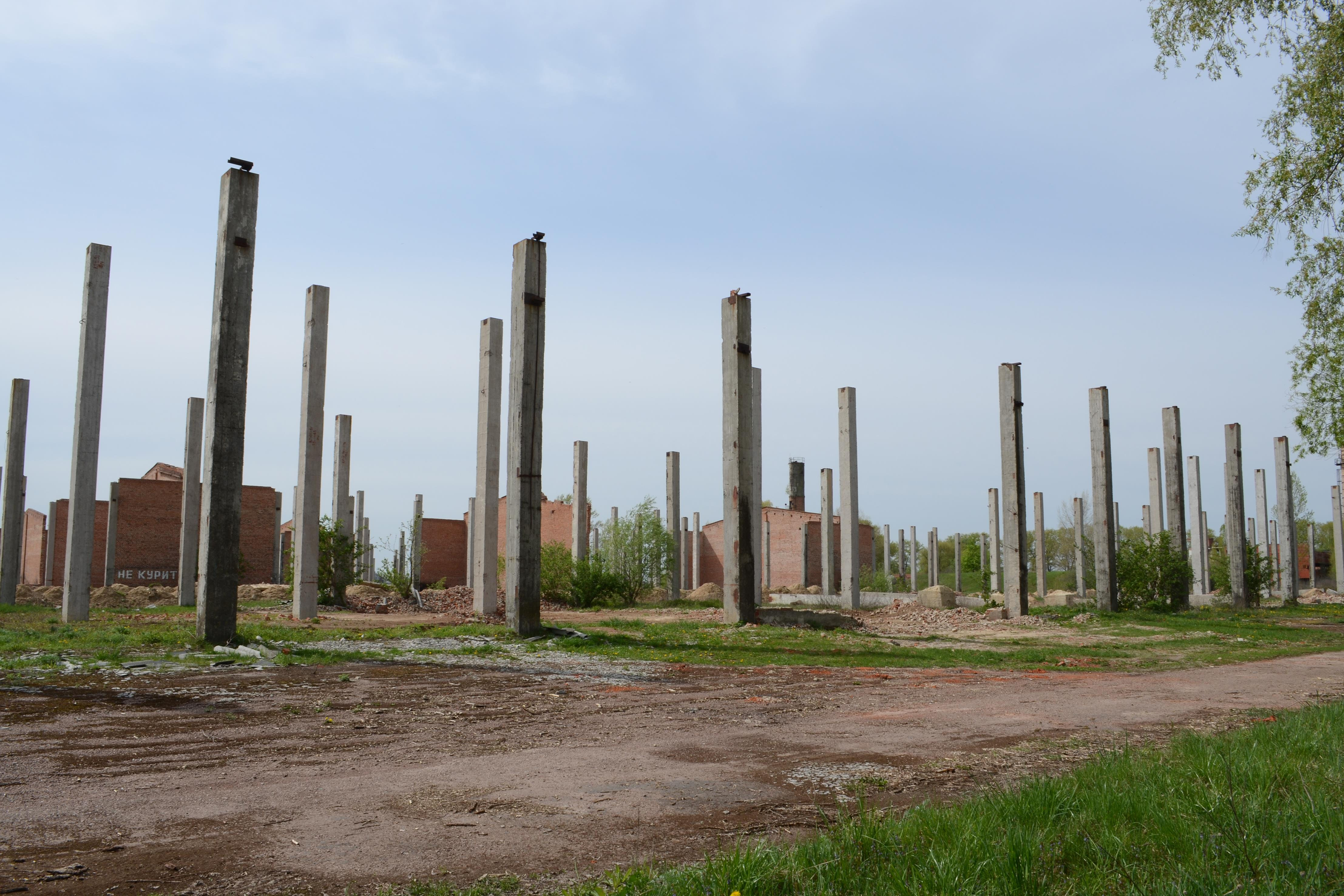
Руїни колишнього заводу
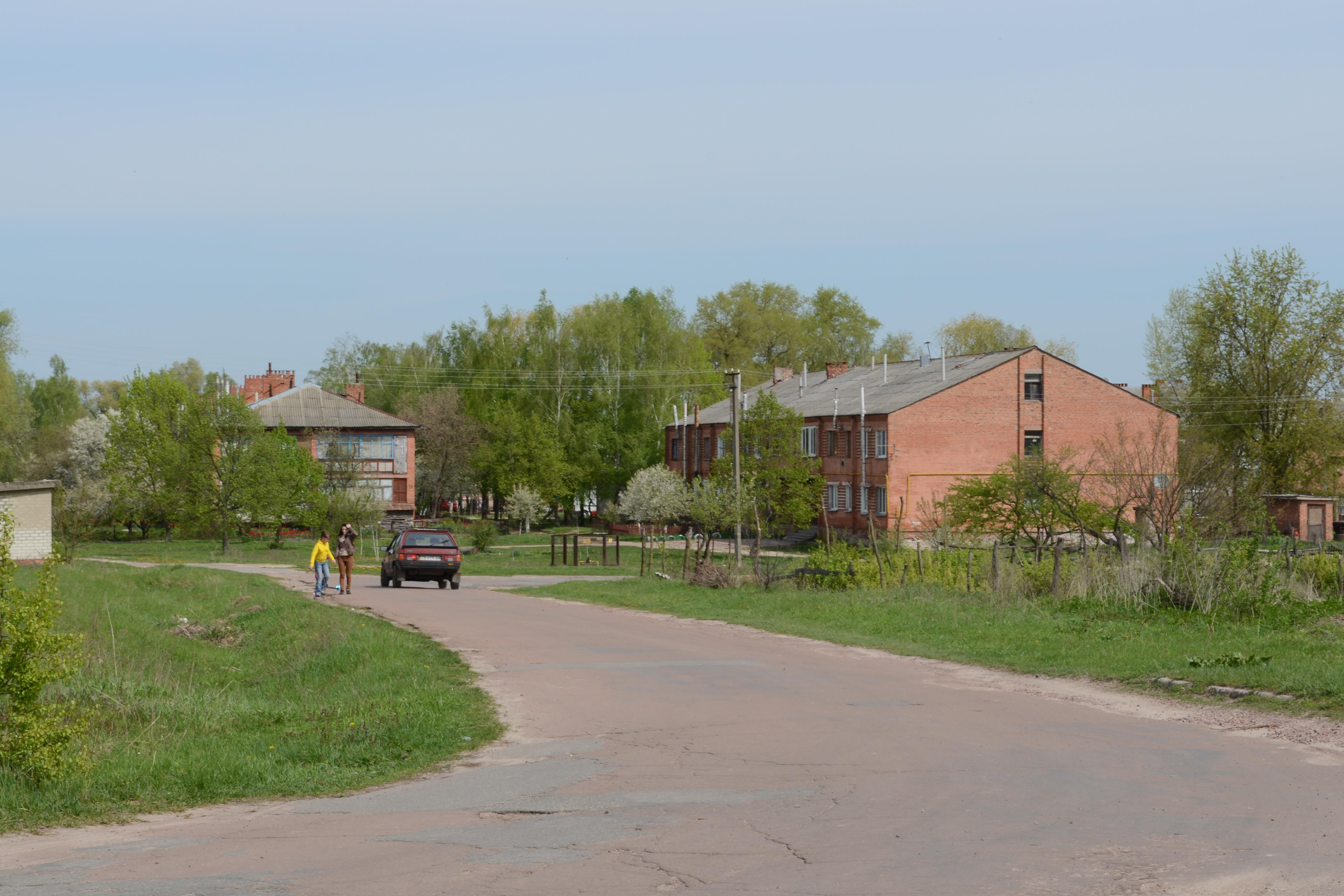
Двоповерхівки
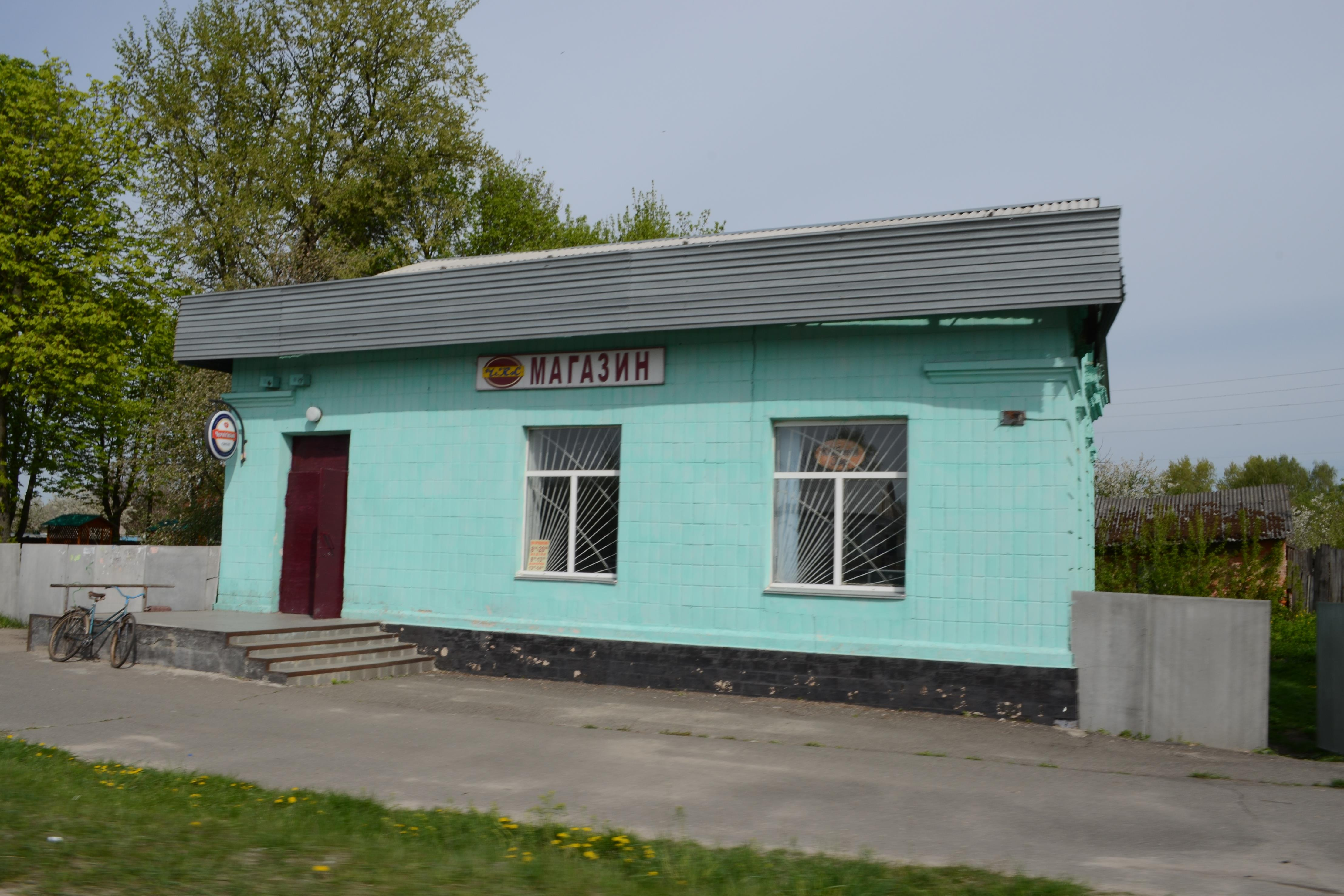
Крамниця у селі Березанка
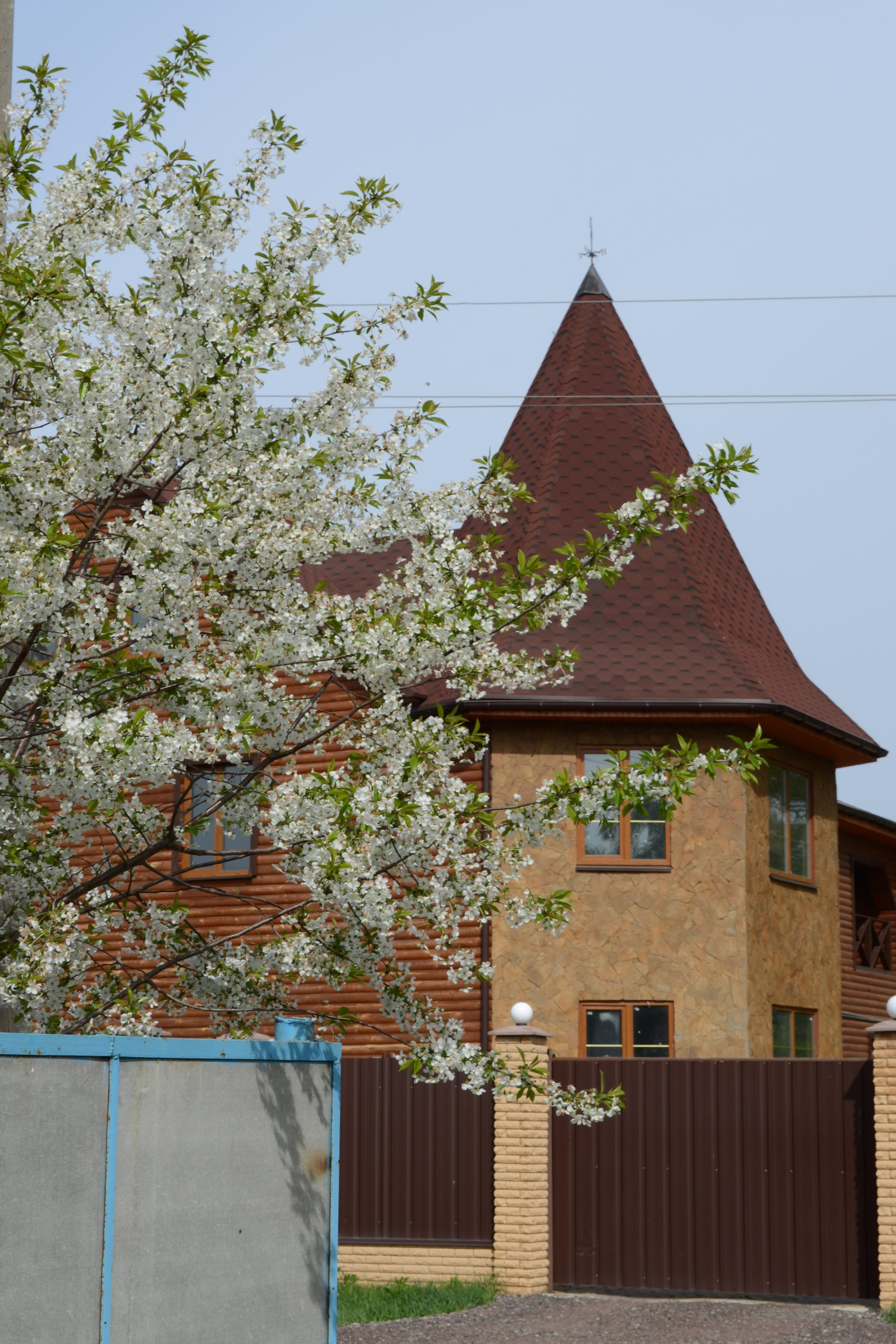
один з нових дачних будинків в селі Березанка